# برناردو كورادي
برناردو كورادي (Bernardo Corradi) ؛ (سيينا، 30 مارس 1976)، لاعب كرة قدم إيطالي.
بدأ مسيرته الكروية مع نادي كالياري في عام 1997، ولعب معهم حتى عام 2001، وشارك معهم في 55 مباراة وسجل 10 أهداف، وفي موسم 1997/1998 أعير إلى نادي مونتيفاركي، ولعب معهم 26 مباراة وسجل 5 أهداف، وفي موسم 1998/1999 أعير إلى نادي فيديلس أندريا، ولعب معهم 31 مباراة وسجل 8 أهداف، وفي موسم 2001/2002 انتقل إلى نادي إنتر ميلان، وفي موسم 2001/2002 انتقل إلى نادي كييفو، ولعب معهم 32 مباراة وسجل 10 أهداف، وفي عام 2002 انتقل إلى نادي لاتسيو، ولعب معهم حتى عام 2004، وشارك معهم في 69 مباراة وسجل 23 هدف، وفي عام 2004 انتقل إلى نادي فالنسيا الإسباني، ولعب معهم حتى عام 2006، وشارك معهم في 27 مباراة وسجل 6 أهداف، وفي موسم 2005/2006 أعير إلى نادي بارما، ولعب معهم 36 مباراة وسجل 10 أهداف، ومنذ عام 2006 وهو يلعب مع نادي مانشستر سيتي الإنجليزي.
و قد بدأ باللعب مع منتخب إيطاليا لكرة القدم في عام 2003 وحتى عام 2004، وشارك معهم في 13 مباراة وسجل هدفين.
اعتزل الاعب دولي 2004 واعتزل الكره 2012 مع نادي مونتريال امباكت

## روابط خارجية
- برناردو كورادي على موقع الاتحاد الدولي (مؤرشف)  (الإنجليزية)
- برناردو كورادي على موقع الاتحاد الأوربي (الإنجليزية)
- برناردو كورادي على موقع الدوري الأمريكي (الإنجليزية)
- برناردو كورادي على موقع قاعدة بيانات كرة القدم.إي يو (الإنجليزية)
- برناردو كورادي على موقع ناشيونال فوتبول تيمز (الإنجليزية)
- برناردو كورادي على موقع Soccerbase.com (لاعب) (الإنجليزية)
- برناردو كورادي على موقع Soccerway.com (الإنجليزية)
- برناردو كورادي على موقع عالم كرة القدم.نت (الإنجليزية)
- برناردو كورادي على موقع كووورة